# HK Swesda Moskau
Der HK Swesda Moskau (russisch ХК Звезда Москва) ist ein Eishockeyklub der russischen Hauptstadt Moskau, der 2015 in Tschechow durch den HK ZSKA Moskau gegründet wurde. Die Mannschaft spielt in der zweitklassigen Wysschaja Hockey-Liga.

## Geschichte

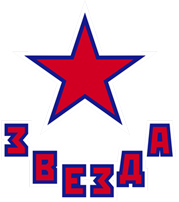
Logo bis 2018

Der Verein wurde 2015 durch den HK ZSKA Moskau als Farmteam gegründet und in die Wysschaja Hockey-Liga aufgenommen. Die Heimspiele wurden zunächst im Eishockey-Center Witjas in Tschechow ausgetragen, da der ZSKA-Eissportpalast zum damaligen Zeitpunkt bereits durch die anderen Mannschaften von ZSKA belegt war. Nachdem das KHL-Team des ZSKA 2018 in die ZSKA-Arena umgezogen war, wurde das Farmteam aus Tschechow nach Moskau umgesiedelt und in Swesda Moskau umbenannt. Seither trägt die Mannschaft von Swesda seine Haimspiele im 5600 Zuschauer fassenden ZSKA-Eissportpalast aus.